# Pane, pene, pan
Pane, pene, pan è la prima demo del cantautore italiano Bugo, realizzato in audiocassetta nel 1996.

## Descrizione
In un'intervista del 2016, Bugo chiarisce che non considera Pane, pene, pan un disco ufficiale, ma è un'audiocassetta realizzata per i suoi amici, registrata alla fine del 1995 su un registratore 4 tracce a casa sua e nel garage di un suo amico. Nel 2000 è stata stampata su CD-r dall'etichetta Loretta Records.

## Tracce
1. Testa sulla griglia (cavolo)
2. Fa caldo, fanculo
3. Mio morbido letto
4. 295
5. Vorrei avere un dio
6. Cibernetico
7. 805
8. Brutto scherzo
9. Gioconda
10. Hey baby, non ti voglio più
11. 851
12. Samurai
13. Le belle ragazze
14. Un vegetale così
15. 147
16. Assorpresa
17. 623
18. Non dovrei scrivere il titolo
19. Anche se ho il maldischiena
20. Universo
21. 193 part 1
22. 193 part 2
23. A chi medita sulla tazza
24. 579